# لودي ويغينز
لودي ويجينز ( ني توركي ) (ولدت في 7 يوليو 1979)  هو غواص أسترالي سابق. ولدت في حيفا لأبوين مسيحيين فلسطينيين وانتقلت إلى أستراليا عندما كانت في الثالثة من عمرها.
كانت ويجينز لاعبة جمباز في المعهد الأسترالي للرياضة ثم بدأت الغوص عندما كانت في الثانية عشرة من عمرها بناءً على اقتراح من أخصائي العلاج الطبيعي الخاص بها.
تنافست ويجينز في أول دورة ألعاب أولمبية لها في الغوص عندما كانت تبلغ من العمر 17 عامًا في دورة الألعاب الأولمبية الصيفية عام 1996 في أتلانتا. فازت بالميدالية البرونزية في مسابقة منصة 10 أمتار متزامنة في دورة الألعاب الأولمبية الصيفية 2000 في سيدني لتصبح أول أسترالية تفوز بميدالية أولمبية في الغوص منذ ديك إيف في عام 1924 (مع ريبيكا جيلامور). وكانت هي وريبيكا جيلنور أيضًا أول أستراليتين تحصلان على ميدالية أولمبية في رياضة الغوص.
فازت بالميدالية البرونزية في بطولة العالم للألعاب المائية عام 2001 في فوكوكا بعد عام ناجح في سباق الجائزة الكبرى للغوص وسميت بالغواصة الأسترالية لهذا العام. كان لودي معروفًا بأنه غواص منصة قوي.
بعد فوزها بالعديد من البطولات الوطنية في كل من القفز من المنصة والمنصة بالإضافة إلى العديد من الميداليات الدولية فازت في عام 2002 بالميدالية الذهبية في حدث منصة 10 أمتار في دورة ألعاب الكومنولث 2002 في مانشستر ودعمت ذلك في عام 2003 بالفوز بالمركز الأول في ثلاث مسابقات متتالية غير مسبوقة لجائزة نهائيات كندا-أمريكا-المكسيك للغوص وعادت إلى الوطن بست ميداليات ذهبية. وقد أنهت عام 2003 بميدالية فضية في بطولة العالم للرياضات المائية في مسابقة الغوص المتزامن على ارتفاع 10 أمتار في برشلونة.
في عام 2004 بعد حصوله على المركز الثاني في حدث منصة 10 أمتار في كأس العالم للغوص في أثينا  فاز ويجينز بالميدالية البرونزية في حدث 10 أمتار في دورة الألعاب الأولمبية الصيفية 2004 في أثينا. كما فازت بميداليتين فضيتين في العام التالي في بطولة العالم للألعاب المائية 2005 في مونتريال في سباقات 10 أمتار و10 أمتار متزامنة وميداليتين ذهبيتين في نفس السباقات في دورة ألعاب الكومنولث 2006 في ملبورن.
تدربت ويجينز من أجل دورة الألعاب الأولمبية الصيفية 2008 في بكين ولكن إصابة في الساق تعرضت لها أثناء تجارب الاختيار الأولمبية في 13 أبريل 2008 منعتها من المنافسة في الألعاب.
بعد زواجها وإنجابها لطفلها الأول بدأت ويجينز العودة وحصلت على المركز الرابع عشر في حدث الاختبار الأولمبي في لندن.
عند عودتها إلى أستراليا دخلت في شراكة مع راشيل بوج وبعد تحضير محدود للغاية هزمت ميليسا وو وألكسندرا كروك في تجارب الترشيح الأسترالية. وتنافست في دورة الألعاب الأولمبية الرابعة لها في دورة الألعاب الأولمبية الصيفية 2012 في لندن حيث كانت أكبر غواصة سنًا في هذا المجال حيث بلغت 33 عامًا.
حصلت ويجينز على درجة في الإعلام والاتصالات من جامعة سيدني وكان عضوًا في لجنة الرياضيين باللجنة الأولمبية الأسترالية ومجلس إدارة الغوص فيكتوريا من عام 2012 إلى عام 2016.

## الحياة الشخصية
ويجينز متزوجه من لاعب كرة القدم الأسترالية السابق في نادي كارلتون سيمون ويجينز. لديهم ابنة ولدت في عام 2010 وابن ولد في عام 2013.

## hgمراجع
1. ↑  "Loudy Wiggins (Tourky), London 2012 Olympics". مؤرشف من الأصل في 2014-11-29. اطلع عليه بتاريخ 2012-04-01.
2. ↑  "Loudy Wiggins (Tourky), London 2012 Olympics". مؤرشف من الأصل في 2014-11-29. اطلع عليه بتاريخ 2013-04-01.
3. ↑  "Loudy Wiggins". Victorian Institute of Sport. مؤرشف من الأصل في 2011-09-28. اطلع عليه بتاريخ 2010-10-16.
4. ↑  "Loudy Wiggins - Saxton Speakers Bureau". Saxton.com.au. مؤرشف من الأصل في 2011-11-20. اطلع عليه بتاريخ 2010-10-16.
5. 1 2  "Loudy Wiggins - Saxton Speakers Bureau". Saxton.com.au. مؤرشف من الأصل في 2011-11-20. اطلع عليه بتاريخ 2010-10-16."Loudy Wiggins - Saxton Speakers Bureau".
6. ↑  "Loudy Wiggins aiming for fourth straight Olympics". Herald Sun. 10 أبريل 2008. مؤرشف من الأصل في 2011-06-15. اطلع عليه بتاريخ 2010-10-16.
7. ↑  "Wiggins' dream for four Olympics is over - Beijing2008 - Sport". The Age. Melbourne. 14 أبريل 2008. مؤرشف من الأصل في 2012-11-06. اطلع عليه بتاريخ 2010-10-16.
8. ↑  "Loudy Wiggins out of Beijing Olympics". مؤرشف من الأصل في 2008-04-15.
9. ↑  "Loudy Wiggins: a diving veteran who's back for more". Xinhuanet. مؤرشف من الأصل في 2014-02-19.
10. ↑  "Loudy Wiggins (Tourky)". london2012.olympics.com.au. Australian Olympic Committee. مؤرشف من الأصل في 2014-11-29. اطلع عليه بتاريخ 2014-11-14.
11. ↑  "Loudy Wiggins (Tourky)". london2012.olympics.com.au. Australian Olympic Committee. مؤرشف من الأصل في 2014-11-29. اطلع عليه بتاريخ 2014-11-14."Loudy Wiggins (Tourky)" نسخة محفوظة 29 نوفمبر 2014 على موقع واي باك مشين..
12. ↑  "Loudy Wiggins: a diving veteran who's back for more". Xinhuanet. مؤرشف من الأصل في 2014-02-19."Loudy Wiggins: a diving veteran who's back for more".
13. ↑  "Loudy Wiggins (Tourky), London 2012 Olympics". مؤرشف من الأصل في 2014-11-29. اطلع عليه بتاريخ 2012-07-31.
14. ↑  "Mum Loudy Wiggins' new high delights Layla". Herald Sun. 30 يوليو 2012. اطلع عليه بتاريخ 2012-07-31.

## روابط خارجية
- مقابلة رياضية: الغواص لودي توركي (فيديو)
- الملف الشخصي لمكتب الترويج الرياضي
- نبذة عن الفريق الأولمبي الأسترالي

قالب:Footer Commonwealth Champions Platform Womenقالب:Footer Commonwealth Champions Women Synchronized 10 Metre Platform